# Martynoviella protohymenoides
Martynoviella protohymenoides là một loài côn trùng trong họ Martynoviidae thuộc bộ Diaphanopterodea. Loài này được Tillyard miêu tả năm 1932.